# 毛瑟SP66狙擊步槍
毛瑟SP66（英語：Mauser SP66）是一款由德国槍械製造商毛瑟公司於1976年以毛瑟66超级比賽型運動步槍為藍本研製及生產的毛瑟式手動槍機操作式狙擊步槍，主要發射.308 Winchester（7.62×51毫米北约）口徑步枪子彈。

## 歷史
毛瑟SP66步槍於1976年開始生產。該新步槍是毛瑟M66超級比賽型運動步槍的軍警用型版本。毛瑟SP66的設計者認為該槍適合讓警方狙擊手使用。設計師決定，警用狙擊步槍必須可在最短的時間內重新上膛並且精確地發射2至3 發。因此，毛瑟SP66採用內置式彈倉和手動槍機，但手動槍機需要以經典的毛瑟Gew 98步槍為藍本，並且經過修改以達到最短時間內再上膛：拉機柄被移到了前方，並縮短閉鎖的方式。這使得SP66於重新上膛時所需要的時間小於Gew 98一半。
毛瑟SP66步槍曾被13個國家，包括德國、意大利和以色列的警察特種部隊所採用。1985年，毛瑟SP66的生產被毛瑟86SR狙擊步槍所取代，但該槍的彷製型仍在使用，而現在一些SP66仍然在使用中。

## 設計細節
毛瑟SP66是首枝採用短行程槍機的手動步槍，其採用的“毛瑟短動”設計可在大口徑步槍上使用，槍機槍機行程比傳統毛瑟式槍機縮短。並如傳統型毛瑟98式槍機一樣。藉由機頭部位的兩個鎖耳，在槍機旋轉時閉鎖。因而令該槍有著機匣和槍機非常短小，卻可以使用大型子彈的特點。
“毛瑟短動”設計是指當拉動拉機柄以後，槍機會先後退，然後機匣上部會像半自動手槍的套筒那樣與槍機一同後退的結構。這種機匣與槍機一起後退的設計結構，即使尺寸短小也能夠有著足夠的空間以使用大型子彈。
毛瑟SP66採用由冷鍛工藝所製造的加厚重型槍管，比其競爭對手而且尺寸相同的步槍加長了15％，以盡可能多的空間與短行程槍機保持用於支持狙擊步槍中最重要的元素，也就是槍管。
其供彈方式是以一個簡單的漏夾藉由機匣上方壓入彈倉，托彈系統亦類似於M1加兰德步枪，位於底部的彈倉與步槍為一體化。其彈倉最多只能裝填3發子彈，即使已經在膛室預先裝填了1發，該武器總共還是只有4發。許多使用者寧願將其當作單發步槍，以手動方式將每發子彈直接上膛，也不使用其容量有限的內置式彈倉。
雖然只在軍用型時才具有，在槍管前端的槍口以上具有非常高效能的多室式制退／消焰器。
該槍槍托是由核桃木整體加工而成，帶有拇指孔和手槍握把。槍托上安裝了可調節式托腮板和槍托底板，同時一體式槍托的護木前端設置了可安裝兩腳架的導軌。
扳機為單段、雙段可調節式，扳機扣力可在0.7—1公斤力（6.86—9.81牛頓，1.54—2.2磅力）之間調整。
其軍用型的光學瞄準鏡，是由作為瞄準鏡基座的整體部分之一的旋轉聯動鎖扣所支持，這使得步槍相對於瞄準鏡而言有著特定的強度和剛度。
毛瑟SP66的瞄準具有兩種：分別是蔡司經典型Diavari ZA 1.5—6 × 40毫米網格十字式變倍光學瞄準鏡，或是夜視瞄準鏡系統，得益於該槍的頂部具有快速安裝導軌的可以在幾秒鐘以內完成安裝。

## 軍民兩用
該武器被普遍地在狩獵用途上使用，毛瑟SP66獵用型更具有.300 Winchester Magnum和.308 Winchester這兩種口徑的版本。
毛瑟SP66軍用型版本被稱為“SP”，槍托與傳統型非常的不同，並且校準為發射7.62×51北约口徑步枪子彈。該步槍曾被意大利國家憲兵部隊卡賓槍騎兵隊的狙擊手部隊使用至今，儘管其狙擊用途現已被新型的精密國際AWP和HK MSG90所取代。SP66軍用型非常耐用、可靠，由於其彈著點的技術特點和握把的比例（很寬，槍托上的拇指孔與扳機腳的距離寬度幾乎是一英寸，拉機柄亦在內），這讓使用者在戴手套以下也可輕易使用，被發現適合於寒冷地區的氣候條件中使用，因而在過去一直被北歐射手所採用。
由於毛瑟SP66民用型獲大量生產，因而對於那些希望在狩獵或運動活動上使用這種武器的使用者而言有著合理的價格和經濟實惠。相反地，其軍用型過了一段時間才剛剛開始從武器庫中投放到民用市場，而且仍然是罕見的，因而令價格高昂。

## 使用國
- 法國
  - 國家憲兵干預組[1]
- 德国
  - 警察單位
- 匈牙利
- 印度
- 義大利
  - 義大利陸軍第9傘兵突擊團“莫斯基山”（英语：9th Parachute Assault Regiment）[2]
- 以色列
- 馬爾他[3]
- 波蘭
  - 波蘭武裝部隊行動應變及機動組
- 葡萄牙
  - 葡萄牙治安警察局（英语：Polícia de Segurança Pública）特別行動組
- 西班牙
  - 西班牙海軍特別行動單位（英语：Unidad de Operaciones Especiales）
  - 特警單位

## 資料來源
1. ↑  .   [2016-02-22]. （原始内容存档于2016-03-12）.
2. ↑  Сергей Козлов, Евгений Гройсман. Спецназ зарубежья: Итальянские рейнджеры — девятый полк "СOL МOSCHIN" （页面存档备份，存于） // журнал «Братишка», март 2005
3. ↑  .   [2016-02-22]. （原始内容存档于2016-03-12）.

## 外部連結
- （英文）—Modern Firearms - Mauser SP66 （页面存档备份，存于）
- （简体中文）—D Boy Gun World（槍炮世界）—毛瑟SP66狙击步枪 （页面存档备份，存于）